# Klädångare

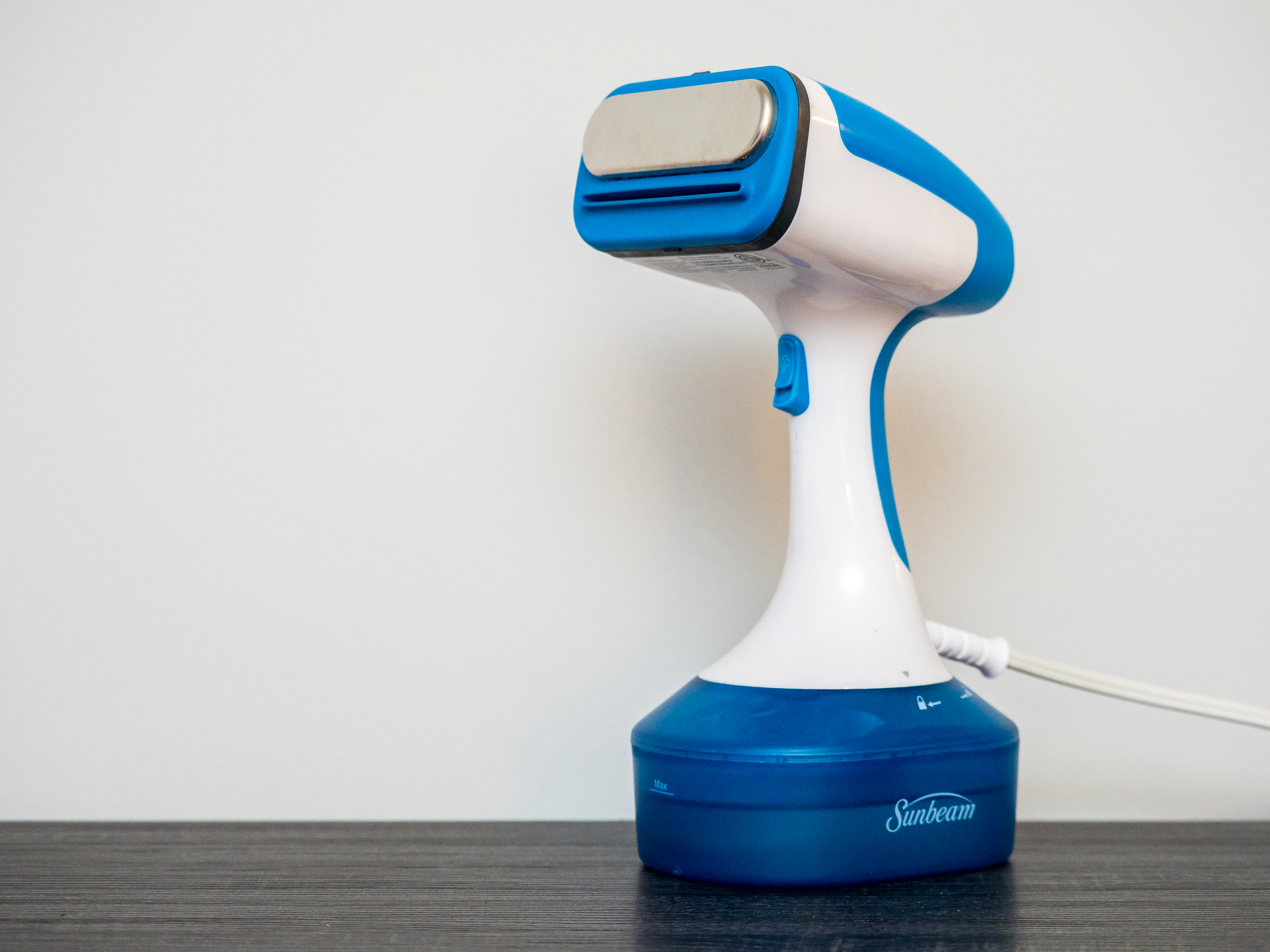
Handhållen klädångare.

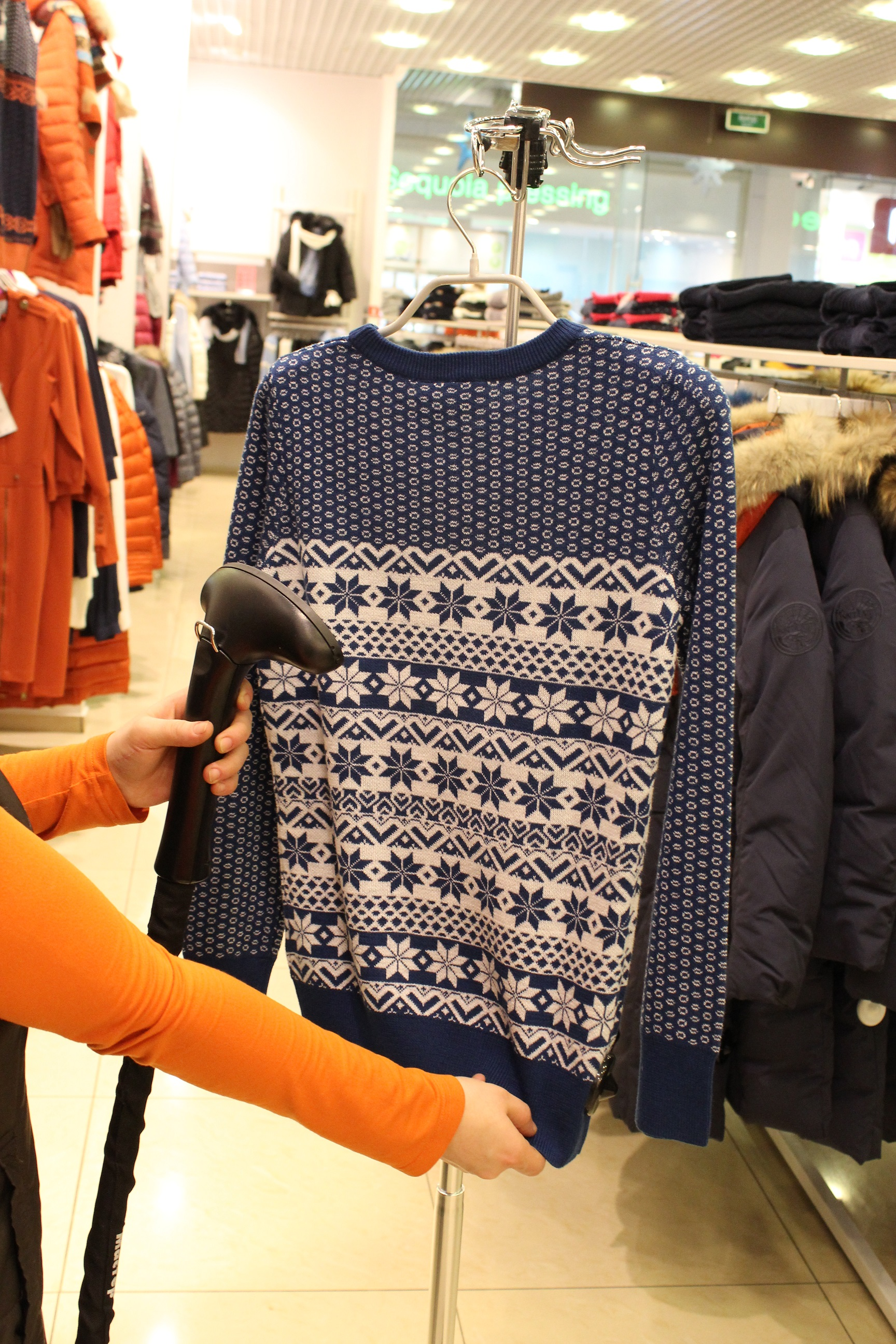
Klädångare i funktion.

En klädångare, även kallad klädsteamer eller bara steamer, är en apparat som används för att ta bort skrynklor från plagg eller tyger. Används normalt efter tvätt eller mellan användning.
Klädångare används av stylister och butiker, men börjar även sprida sig hos allmänheten som ett alternativ till strykning.